# Cnesterodon holopteros
Cnesterodon holopteros är en fiskart som beskrevs av Lucinda, Litz och Recuero 2006. Cnesterodon holopteros ingår i släktet Cnesterodon och familjen Poeciliidae. Inga underarter finns listade i Catalogue of Life.